# Modjeska Monteith Simkins House

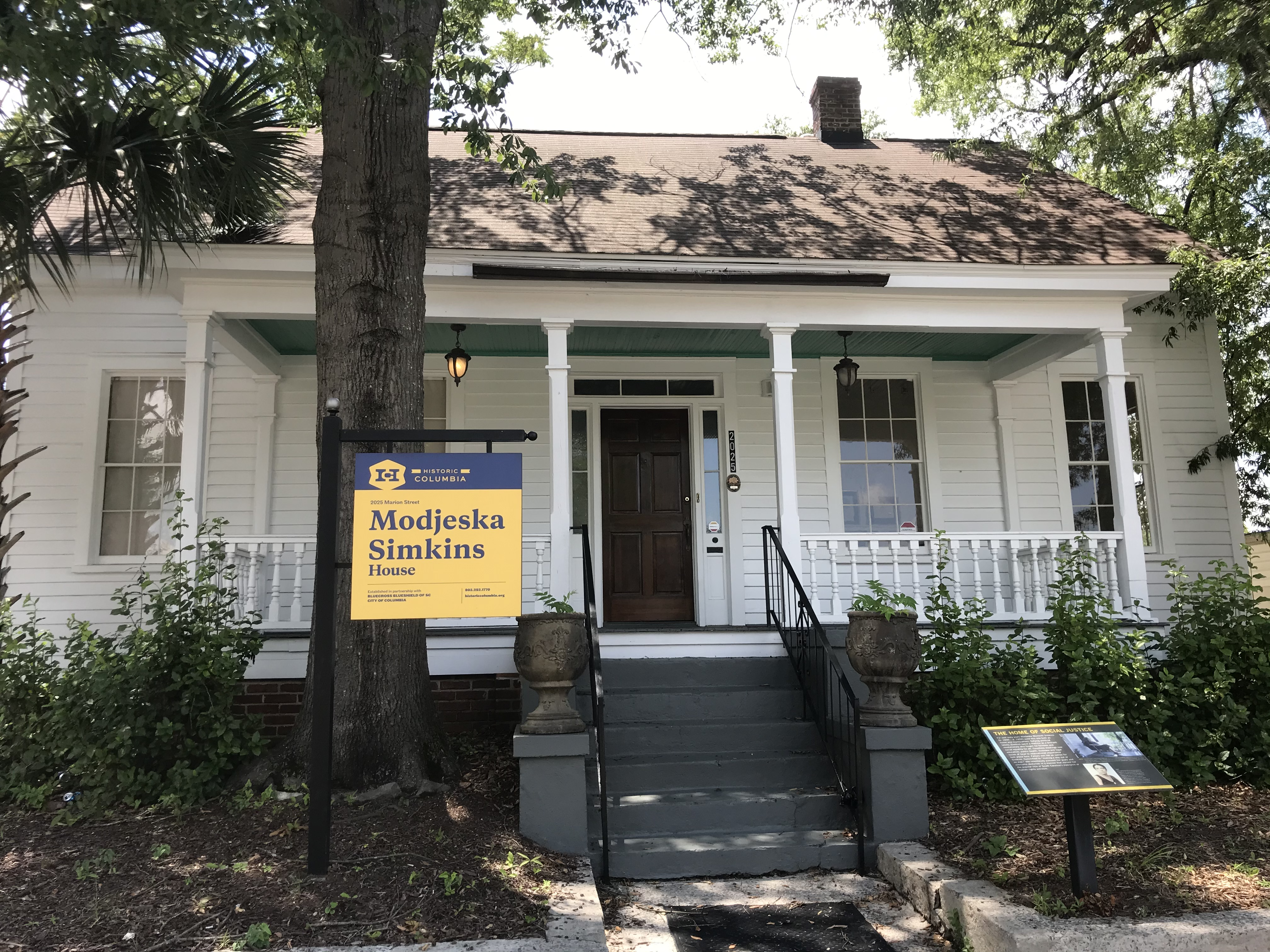
Modjeska Monteith Simkins House in Columbia, South Carolina (2020)

Das Modjeska Monteith Simkins House ist ein historisch bedeutendes Gebäude für die Amerikanische Bürgerrechtsbewegung. Das Haus, das Modjeska Monteith Simkins gehörte, befindet sich an der Marion Street 2025 in Columbia, South Carolina. Es wurde am 25. März 1994 in das National Register of Historic Places aufgenommen.

## Architektur
Das Haus steht auf einem 50 Fuß (15 m) breiten und 172 Fuß (52,5 m) langen Grundstück an der Marion Street zwischen Elmwood Avenue und Calhoun Street. Es steht damit ungefähr einen Block nördlich des Columbia Historic District II.
Bei dem Haus handelt es sich um ein bescheidenes, eineinhalb Stockwerke umfassendes, in Holzständerbauweise entstandenes Gebäude mit L-förmigen Grundriss und Satteldach. Die Veranda an der Vorderseite wird von einem Halbdach bedeckt. Die Außenwände des Hauses verfügen noch über die ursprünglichen hölzernen Wetterschutzbretter. Das Haus wurde anfänglich auf aus Lehmziegeln gemauerten Pfeilern aufgebaut, die Zwischenräume wurden später mit Lehmziegeln verfüllt. Das Dach ist durch Schindeln aus Asphalt gedeckt. Im inneren befinden sich drei aus Backsteinen gemauerte Kamine mit Konsole. Das halbe Obergeschoss diente als Lagerraum.
Die Fenster scheinen noch ursprünglich zu sein. An der Vorderseite des Hauses befinden sich zwei Hubfenster beiderseits der Eingangstüre. Diese wird von einem Kämpferfenster und Seitenfenstern eingeschlossen. Die Veranda reicht über die Breite der Türe mit den beiden Fenstern hinaus. Sie hat abgeschrägte Pfosten und gedrechselte Geländer-Baluster. Die Stufen sind mit einem Geländer aus Gusseisen versehen, welche die ursprünglichen Holzgeländer ersetzt haben.
Das Innere des Hauses ist um die zentrale Halle angelegt. Die Küche befindet sich an der Rückfront in einem Anbau. An der Vorderseite des Hauses liegen Wohnzimmer und ein Schlafzimmer, zwei weitere Schlafzimmer liegen zur Rückseite. Jeder der vier Räume ist mit einem offenen Kamin ausgestattet. Der ursprüngliche Fußboden wurde von Andrew Simkins durch Kiefernbohlen ersetzt.
Weitere Veränderungen des ursprünglichen Hauses sind der Anbau eines Badezimmers aus dem Mitte des 20. Jahrhunderts und Fenstergitter aus Eisen, die in den 1960er Jahren angebracht wurden.
Am hinteren Ende des Grundstückes befindet sich ein einstöckiges Nebengebäude mit drei Zimmern, das in ähnlicher Weise gebaut wurde und vermutlich zur selben Zeit wie das Haupthaus entstand. Es ist wahrscheinlich, dass es als Gästehaus für besuchende Bürgerrechtler genutzt wurde.

## Geschichte
Nach einer mündlichen Überlieferung wurde das Haus vor dem Amerikanischen Bürgerkrieg erbaut, ein Bau um das Jahr 1900 ist allerdings wahrscheinlicher. Die Familie Simkins zog 1932 ein.
Nach dem Tod von Modejska Simkins im Jahr 1992 war das Haus vakant, bis 1995 der Collaborative for Community Trust mit Sitz in Columbia 60.000 US-Dollar sammelte, um das Haus zu kaufen. Das South Carolina State Historic Preservation Office gewährte einen Zuschuss und die Stadtverwaltung von Columbia gab Geld für die Umwandlung in ein Simkins und ihrer Arbeit gewidmetes Museum. Zusätzliche Unterstützung kam vom National Trust for Historic Preservation, der Historic Charleston Foundation, der Historic Columbia Foundation und der Columbia Housing Authority.
Das Haus wird derzeit von der Historic Community Foundation unterhalten und ist nicht allgemeinen zur Besichtigung zugänglich; der Besuch für Besuchergruppen ist nach Vereinbarung möglich.

## Bedeutung
Das Haus war der Wohnsitz und das private Büro von Modjeska Simkins, in dem auch besuchende Bürgerrechtsaktivisten untergebracht wurden. Simkins’ wohl wichtigster Beitrag zur Bürgerrechtsbewegung war Briggs v. Elliott, der Teil der bahnbrechenden Entscheidung Brown v. Board of Education, mit der frühere Entscheidungen der Gerichte aufgehoben wurden, die Rassentrennung an öffentlichen Schulen erlaubten. Thurgood Marshall hielt sich hier auf, als die örtlichen Hotels Afroamerikanern die Unterbringung verwehrten.